# Эльвен
Эльвен (фр. Elven) — коммуна на северо-западе Франции, находится в регионе Бретань, департамент Морбиан, округ Ван, кантон Кестамбер. Расположена в 16 км к северо-востоку от Вана и в 97 км к юго-западу от Ренна. Через территорию коммуны проходит национальная автомагистраль N166. 
Население (2019) — 6 261 человек.

## История
Проведенные на территории коммуны археологические раскопки, как и многочисленные сохранившиеся мегалиты, показывают, что люди селились здесь с бронзового века. Нынешний Эльвен был основан переселенцами из Британских островов в V веке.
Около 900 года для борьбы с нашествиями норманнов в Эльвене, в 2 км от поселка посреди леса, был построен замок Ларгоэ. В 1474-1476 годах в нем содержался в заточении Генрих Тюдор, будущий король Англии Генрих VII. 
В годы Великой французской революции Эльвен находился в эпицентре восстания шуанов. В 1704 году здесь был убит один из командиров шуанов, Жозеф Гамбер; одна из улиц Эльвена носит его имя. В лесах на территории коммуны находились подземные тайники шуанов. 

## Достопримечательности
- Руины замка Ларгоэ XIII-XV веков: пятиэтажная восьмиугольная башня-донжон высотой 45 метров, один самых высоких из сохранившихся донжонов на территории Франции, и круглая трехэтажная башня, неоднократно бывшая местом киносъемок
- Шато Керфили XV-XIX веков
- Церковь Святого Албана XVI века

## Экономика
Структура занятости населения:
- сельское хозяйство — 7,4 %
- промышленность — 28,6 %
- строительство — 8,4 %
- торговля, транспорт и сфера услуг — 33,3 %
- государственные и муниципальные службы — 22,3 %

Уровень безработицы (2018) — 11,1 % (Франция в целом —  13,4 %, департамент Морбиан — 12,1 %). 

Среднегодовой доход на 1 человека, евро (2018) — 21 880 (Франция в целом — 21 730, департамент Морбиан — 21 830).

## Демография
Динамика численности населения, чел.

## Администрация
Пост мэра Эльвена с 2014 года занимает Жерар Гикель (Gérard Gicquel). На муниципальных выборах 2020 года возглавляемый им правый блок одержал победу в 1-м туре, получив 80,20 % голосов.
| Период | Период | Фамилия           | Партия                                    | Примечания                                     |
| ------ | ------ | ----------------- | ----------------------------------------- | ---------------------------------------------- |
| 1952   | 1967   | Робер де ла Ноэ   | Национальный центр независимых и крестьян | фермер, депутат Национального собрания Франции |
| 1967   | 1989   | Роже Мишель       | Разные правые                             | член Генерального совета департамента          |
| 1989   | 2014   | Марсель Ле Ботерф | Разные левые                              |                                                |
| 2014   |        | Жерар Гикель      | Разные правые                             | инженер, член Совета департамента              |

## Культура
Действие фильма «Шуаны» 1988 года частично происходит в Эльвене.

## Галерея

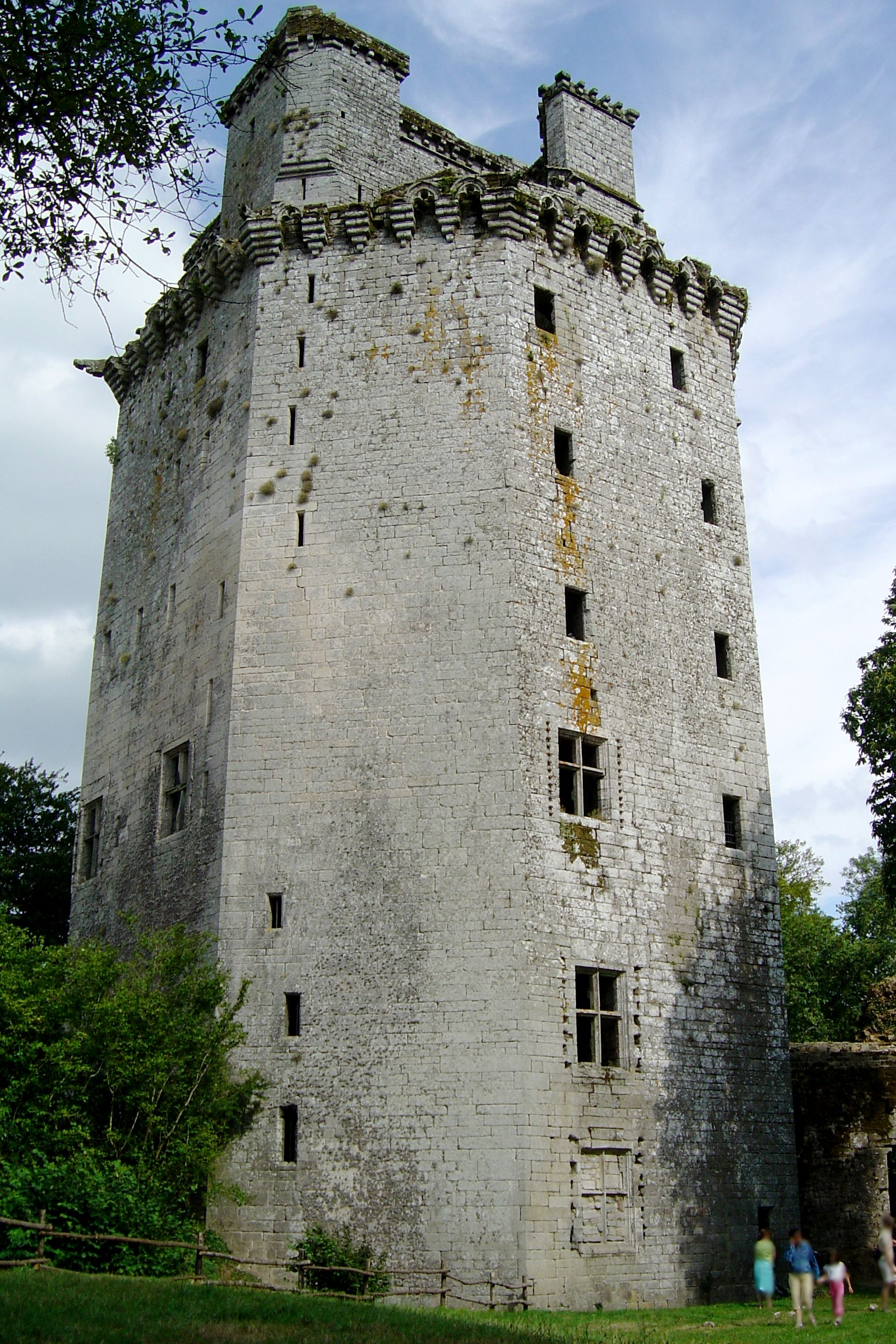
Башня-донжон
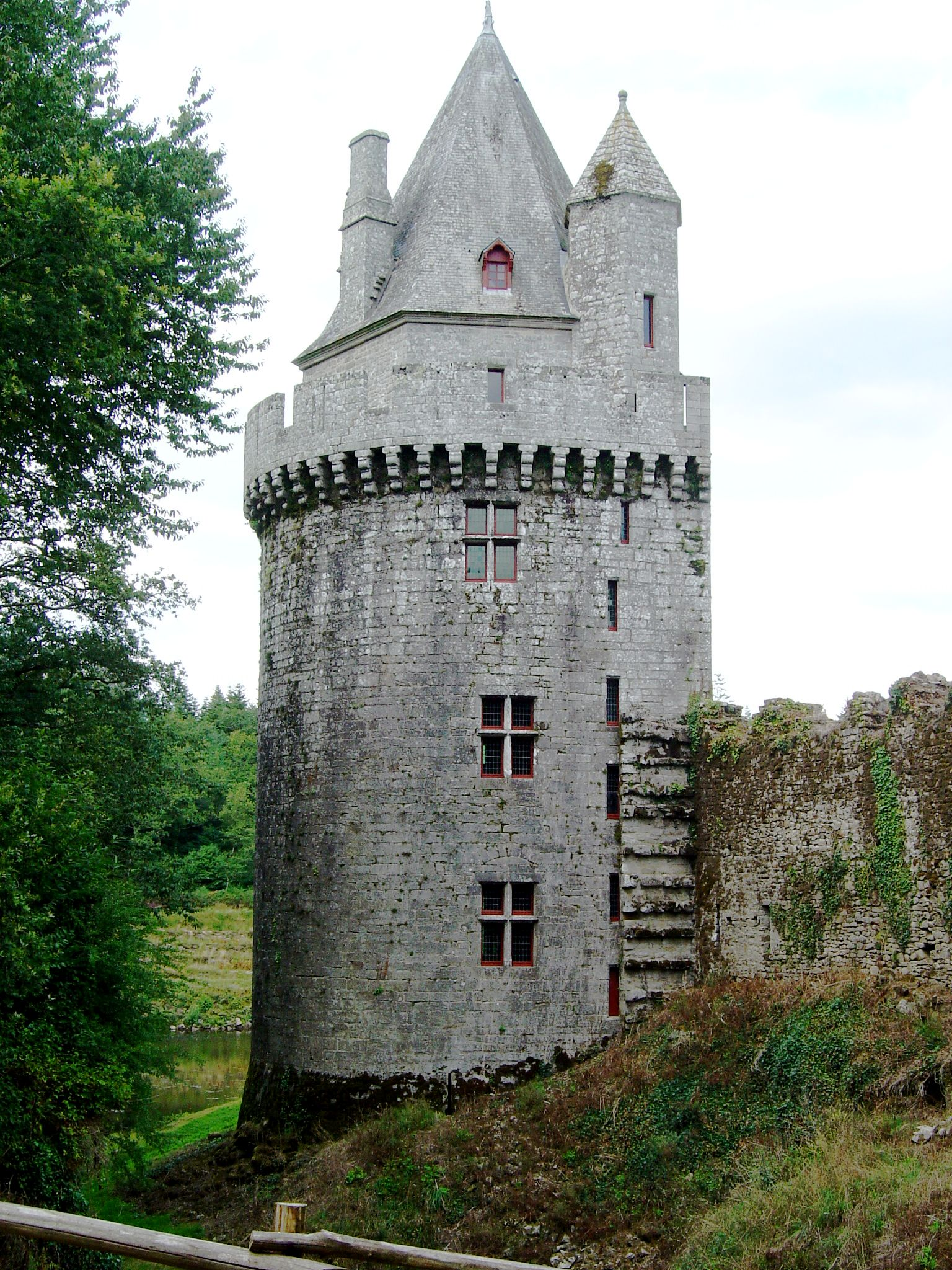
Круглая башня
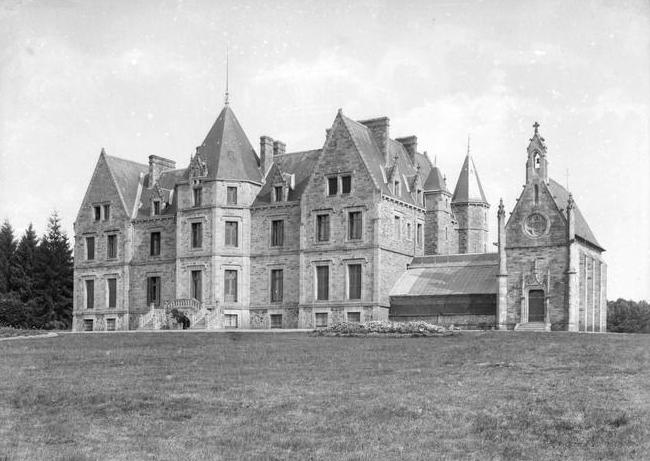
Шато Керфили (начало XX века)
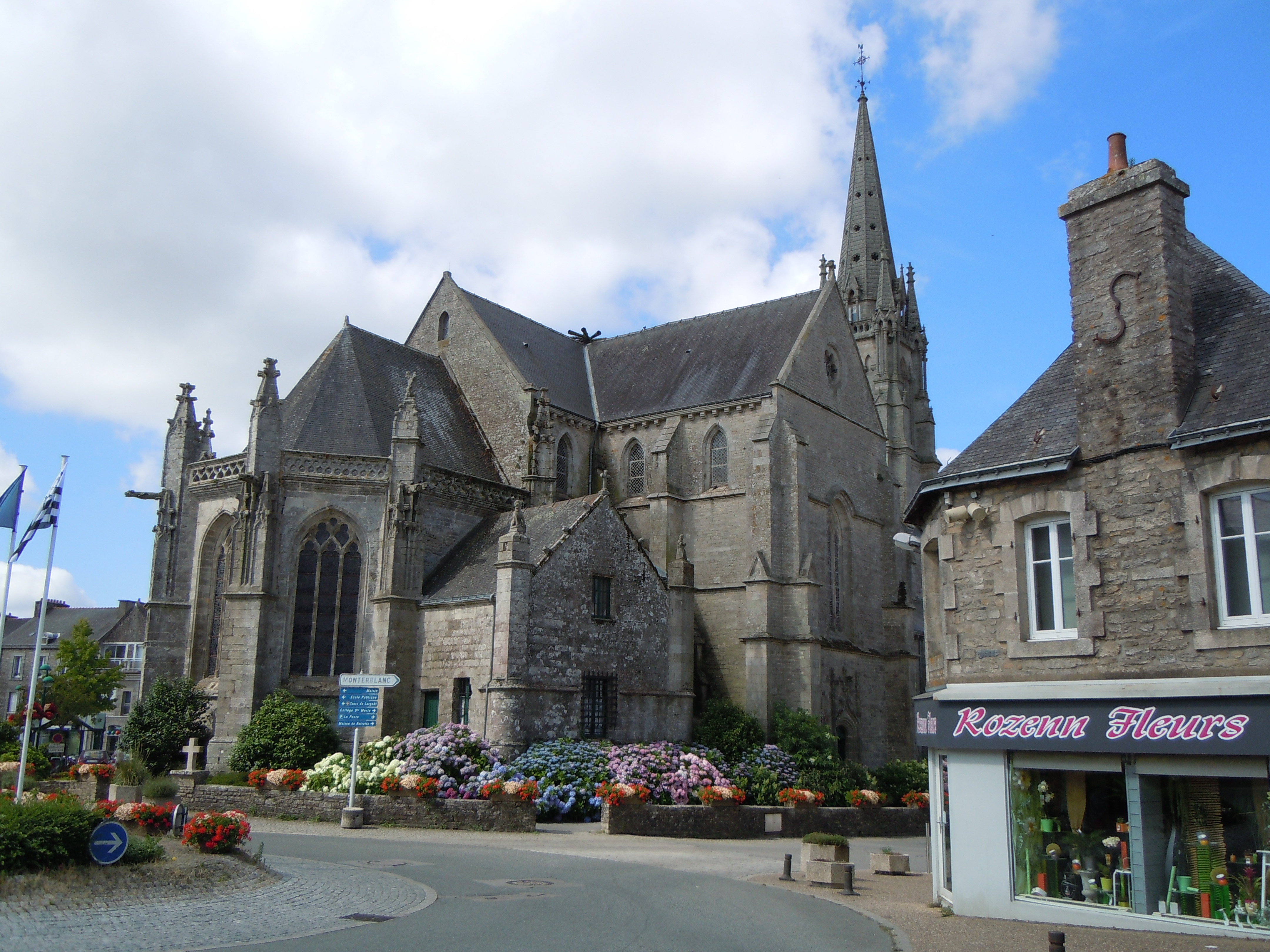
Церковь Святого Албана